# Bieńkowice (Zebrzydowice)
Bieńkowice – przysiółek wsi Zebrzydowice w Polsce, położony w województwie małopolskim, w powiecie wadowickim, w gminie Kalwaria Zebrzydowska.
W latach 1975–1998 przysiółek położony był w województwie bielskim.
Bieńkowice to położona w najbardziej na zachód wysuniętej części Zebrzydowic, na pograniczu Pogórza Wielickiego i Beskidu Makowskiego. Swoją nazwę wzięły od imienia Bień (zdrobnienie imienia Benedykt). 

## Historia
Na początku średniowiecza Bieńkowice stanowiły samodzielną wieś. W 1274 r. włączone zostały do księstwa opolskiego, później oświęcimskiego. W 1333 r. książę oświęcimski Jan I Scholastyk przekazał Żegocie z Benkowicz las nad Skawą koło Zembrzyc, w celu lokowania tam osad na prawie niemieckim (dzisiejsze: Krzeszów, Śleszowice, Skawce, Jaszczurowa, Dąbrówka, Zagórze, Brańkówka). Nazwy miejscowości i ich właścicieli pojawią się wielokrotnie w różnych dokumentach książąt oświęcimskich z XV w.. Nie wiadomo dokładnie, kiedy wieś została włączona do Zebrzydowic, jednak nastąpiło w pierwszej połowie XV w., kiedy to na polecenie króla Władysława Warneńczyka Bieńkowice zostały wykupione przez żupnika Mikołaja Serafina i włączone do tworzonej wówczas na terenie księstwa zatorskiego królewszczyzny. W 1581 r. wymienione są łącznie z Zebrzydowicami, jako była własność Sokołowskiego (chodziło o Rożena część Zebrzydowic przylegająca do dawnych Bieńkowic, nie należąca do bonifratrów).

### Korytarz radwanicki
W 1278 r. książę krakowski i sandomierski Bolesław Wstydliwy przekazał księciu opolskiemu Władysławowi teren, położony między Skawą a Skawinką (Trebol), określając granicę między księstwem krakowskim a śląskim, wyjął spod wsie w dorzeczu Skawy, zasiedlone przez rycerzy Radwanitów, które książę zatrzymał przy ziemi krakowskiej. Wsie te określano jako korytarz radwanicki – obejmował on również obszar dzisiejszej wsi Zebrzydowice, ale nie jest wiadomo, czy sama wieś wówczas już istniała, czy została założona później.